# Wibbeltstraße 5–6

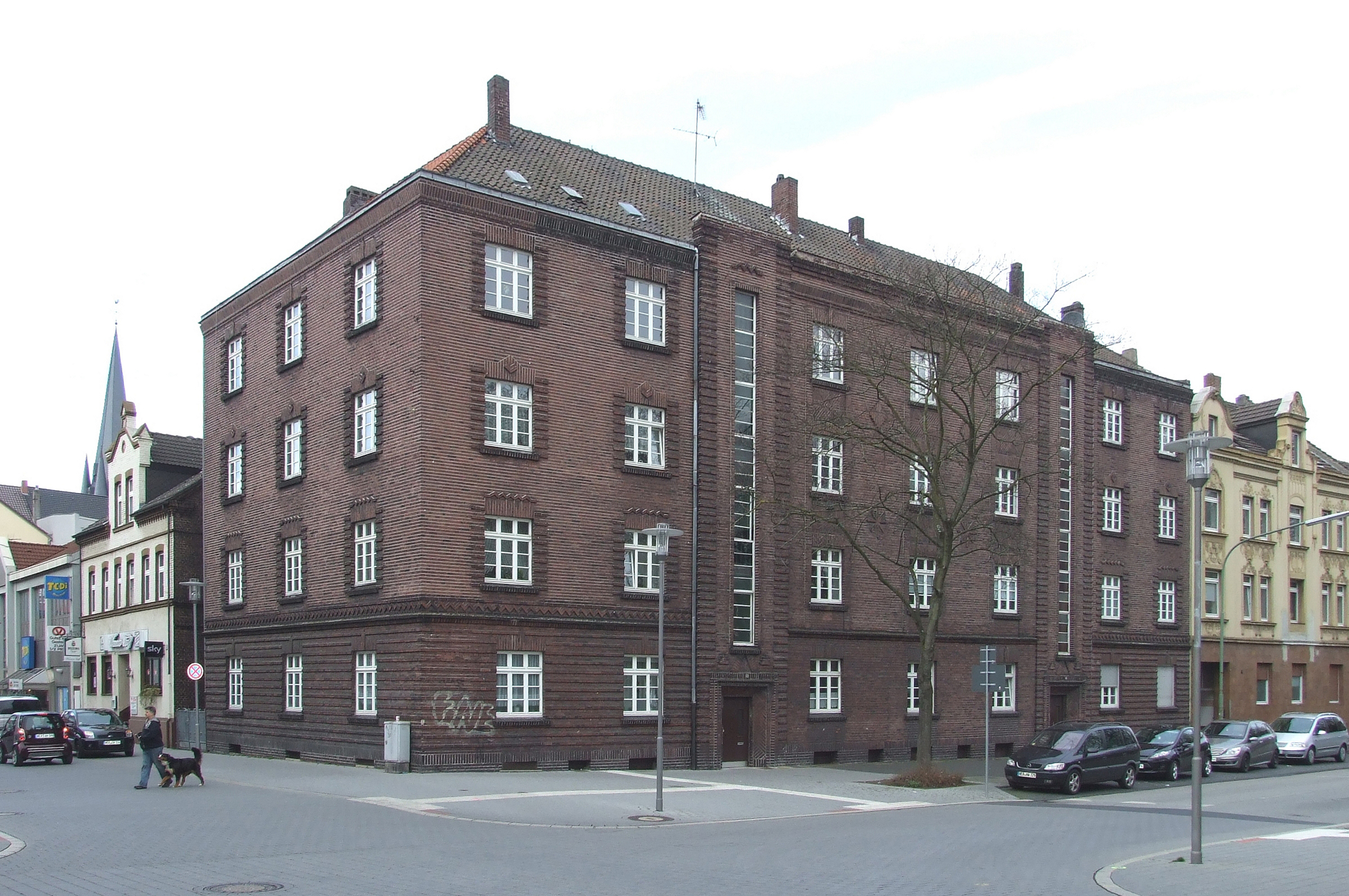
Süd-Ost-Ansicht (2014)

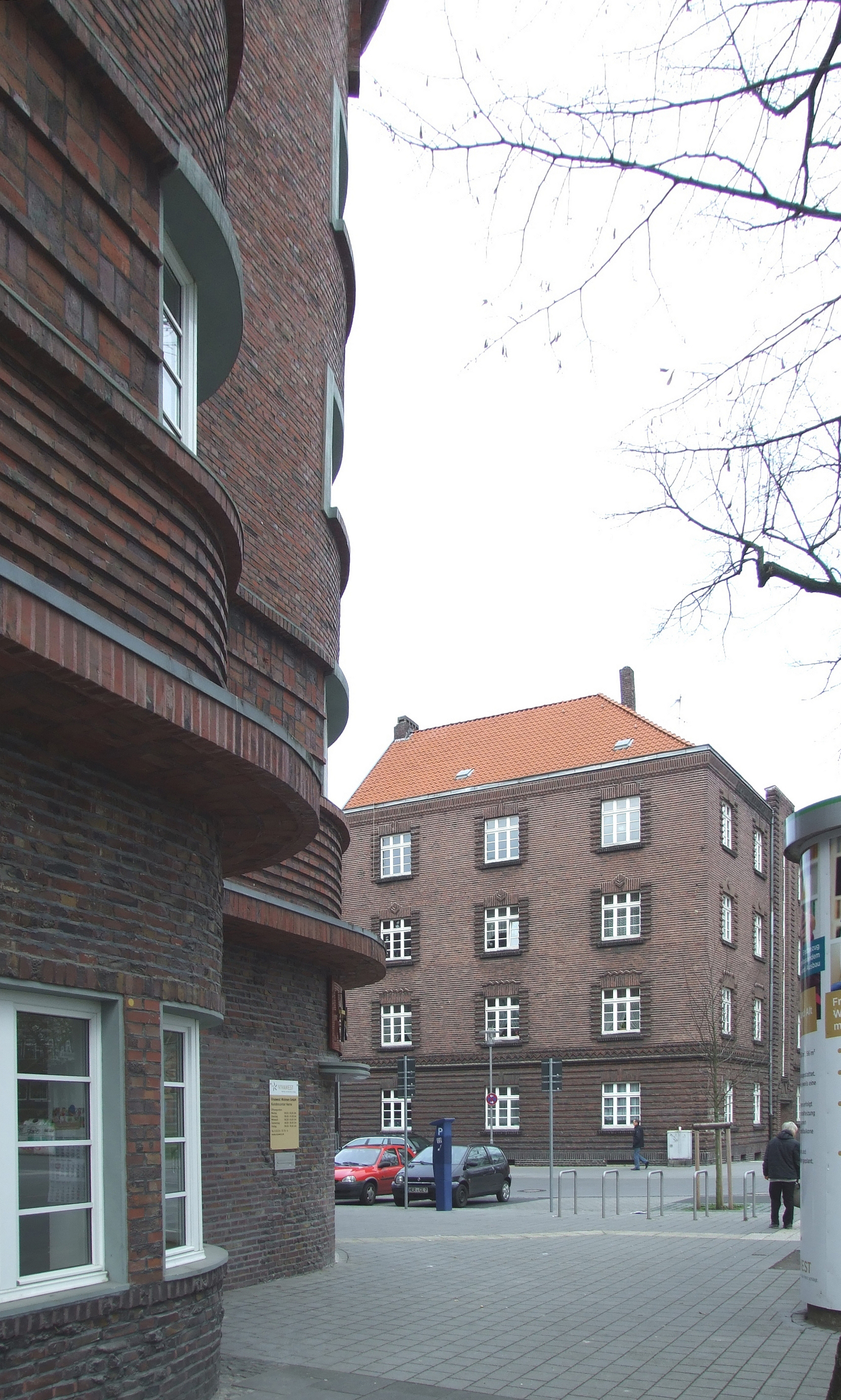
Blick vom Roten Block (2014)

Der Mehrfamilienwohnhaus-Paar Wibbeltstraße 5–6 an der Ecke zur Wanner Straße in Herne-Wanne ist ein unter Denkmalschutz stehendes Gebäude. Es wurde 1928 nach einem Entwurf des Architekten Heinrich Cordt erbaut, der in Gemeinschaft mit Wilhelm Cordt zugleich als Bauherr auftrat.

## Beschreibung
Der viergeschossige Bau von neun zu drei Achsen unter einem einheitlichen Walmdach besteht aus zwei in sich abgeschlossenen Wohnhäusern. Die Fassaden sind mit Klinkern verkleidet und zeigen Stilelemente des Backsteinexpressionismus. Während an der Wanner Straße lediglich drei Fensterreihen die Fassade gliedern, erhält die Hauptfront an der Wibbeltstraße durch die risalitartig leicht vorspringenden Treppenhäuser eine besondere Akzentuierung. Das Erdgeschoss und die Fensterrahmung werden durch vorstehende Klinker betont.
Die Eintragung des Doppelhauses Wibbeltstraße 5–6 in die Denkmalliste der Stadt Herne erfolgte am 9. Januar 1991 (Denkmal Nr. A 156).